# حباك برتقالي
الحَبّاك البرتقالي (الاسم العلمي: Ploceus aurantius) نوع من الطيور الصغيرة من فصيلة الحباك. متوطن في أنغولا، الكاميرون، جمهورية أفريقيا الوسطى، جمهورية الكونغو، جمهورية الكونغو الديمقراطية، ساحل العاج، غينيا الاستوائية، الغابون، غانا، كينيا، ليبيريا، نيجيريا، سيراليون، تنزانيا، توغو، أوغندا.